# Élyane Célis
Répertoire
Piroulirouli (1935) 
Ciribiribin (1936) 
Un jour mon prince viendra (1938)
Baisse un peu l'abat-jour (1945)
Scènes principales
Casino de Paris, Alhambra, Empire, Bobino, Européen, ABC, etc.
Élyane Célis est une chanteuse belge née le 10 avril 1914 à Ixelles (Belgique) et morte le 15 juin 1962 dans le 9e arrondissement de Paris. Soprano léger, elle a consacré l'essentiel de sa carrière à la chanson. Elle est notamment connue pour avoir enregistré les chansons du film d'animation Blanche-Neige et les Sept Nains en 1938. 

## Biographie

### Famille
Issue d'une famille de la moyenne bourgeoisie, Élyane Célis arrive à Paris en 1928 à l'âge de 14 ans. Si elle souhaite d'abord enseigner le piano, elle intègre rapidement un quatuor vocal et prend des leçons de chant.

### Début
Ses véritables débuts professionnels datent de mai 1935 au cabaret El Garron, 6 rue Fontaine à Paris. Mariée en 1935 à Marcel Delmas (1905-1974), parolier de nombreuses chansons et opérettes dont Un soir à Vienne (composée par Georges Carry et dont elle enregistrera les chansons en 1947), Élyane Célis est remarquée la même année par Henri Varna qui l'engage dans sa revue du Casino de Paris Parade du monde. Si elle y débute seulement figurante, elle chante finalement aux côtés de Maurice Chevalier.
Son premier succès, Piroulirouli, écrit par Vincent Scotto, enregistré en 1935 et récompensé du Grand Prix du disque, est tiré de la revue Parade du monde qui l'a révélée. C'est une période faste pour la jeune chanteuse : elle enregistre notamment avec les Lecuona Cuban Boys (en) la chanson Maria Lao et donne de nombreux galas dans les grandes salles de Paris que sont l'Alhambra, l'Empire, Bobino, l'Européen, l'ABC, ou encore la salle Pleyel. 

### Blanche-Neige
Célèbre pour sa voix de soprano colorature, Élyane Célis enregistre en 1938 les chansons et les dialogues du film d'animation Blanche-Neige et les Sept Nains aux côtés de Adrien Lamy, Robert Buguet et Andréany, sous la direction musicale de Marcel Cariven. Ce coffret de deux 78 tours La Voix de son maître connaîtra un immense succès populaire et sera plusieurs fois réédité par la suite. Elle n'est cependant pas, comme on le croit parfois, la voix chantée de Blanche-Neige dans le film puisque c'est Béatrice Hagen qui a prêté sa voix à la bande originale de 1938, réalisée à Hollywood et diffusée jusque dans les années 1950.
En plus du coffret Histoire de Blanche-Neige et les Sept Nains, Élyane Célis a enregistré un 78 tours comprenant Un jour mon prince viendra (face A) et Un sourire en chantant (face B), Lucienne Dugard gravant pour sa part en plus de ces deux chansons, Je souhaite (face A) et Sifflez en travaillant (face B).

### Répertoire
Le répertoire musical d'Élyane Célis est dans l'ensemble diversifié : tangos, rumbas, valses (françaises et viennoises) et mélodies sentimentales, françaises, italiennes, américaines, anglaises. 
Parmi ses succès, dont certains sont adaptés de l'anglais ou de l'italien : Vous n'êtes pas venu dimanche, Sympathie, Tu m'apprendras, Ciribiribin (du film Une nuit d'amour), Reviens, piccina bella (du film L'Accident), Aragonaise ou encore Violon dans la nuit.
Si Élyane Célis enregistre en 1936 la célèbre mélodie de Charles Koechlin Si tu le veux, elle fait également une incursion dans l'orientalisme avec Inch' Allah (1937), composée par Léo Poll. De même, sa tessiture et son agilité vocale lui permettent d'interpréter des airs d'opéra tels que ceux de Rosine du Barbier de Séville (transposé pour soprano), de Lucie de Lammermoor et de Lakmé (« Air des clochettes ») ou encore le duo de Mireille. Elle se produisait en effet parfois sur scène avec d'autres chanteurs lyriques. Elle apparaît une seule fois au cinéma en 1938 dans Les Rois de la flotte de René Pujol, où elle chante Rossignol, berce-moi.

### La guerre et la Libération
Pendant la Seconde Guerre mondiale, elle se produit dans les cabarets et music-halls de la capitale ainsi qu'en tournée dans les villes de province, pour des galas de charité consacrés aux prisonniers de guerre. Elle chante aussi régulièrement à la radio, particulièrement à Radio-Cité. En 1943, elle enregistre Être maman, la chanson de la Journée des mères, célébration créée par le régime de Vichy. La même année, elle joue dans l'opérette moderne Plaisir d'amour, écrite et composée par son mari (Marcel Delmas) et Georges Carry qui s'inspirent de Mozart, Chopin et Lully.
Son plus grand succès, Baisse un peu l'abat-jour, composé par Henri Bourtayre sur des paroles de Marcel Delmas, est enregistré le 30 mai 1945. Sur la face B de ce 78 tours figure Lorsque demain, chanson évoquant la Libération de Paris par les troupes du général Leclerc et commandée par ce dernier à Delmas, ce qui permet à la chanteuse de ne pas être inquiétée par le Comité national d'épuration.

### Retrait de la scène
Après quelques opérettes, dont Miroir aux alouettes, coécrite par son mari et Georges Ghéstem en décembre 1949 dans lequel elle joue avec Champi, et un dernier disque en 1952 (Si toi aussi tu m'abandonnes / La Baraque aux amours), Élyane Célis abandonne le métier en 1954. On peut la voir à la Kermesse aux Etoiles en 1955 où elle interprète quelques uns de ses succès. Elle apparaît une dernière fois à la télévision en 1960 dans l'émission Rue de la gaité, en compagnie de Reda Caire, Lucienne Boyer, Charpini et Brancato et Marcelle Bordas.
Elle meurt le 15 juin 1962, à l'âge de 48 ans, à son domicile du 25 boulevard de Clichy à Paris et est inhumée au columbarium du Père-Lachaise (case 19 432, reprise).

### Vie privée
Atteinte de claudication importante, Élyane Célis joue et chante le plus souvent assise, en général sur un piano où une longue robe recouvre entièrement ses pieds. C'est la raison pour laquelle elle ne s'est pas engagée dans une carrière d'opéra.
Élyane Célis et Marcel Delmas ont eu un fils, Jean-Michel, né durant l'été 1938 et mort prématurément en 1957.
Élyane Célis aurait été « très amie » avec Édith Piaf, comme en témoignent les lettres conservées par la secrétaire de celle-ci, Danielle Bonel.

## Témoignages
« Est-ce par mimétisme que cette collectionneuse de poupées ressemblait à l’une d’entre elles ? Blondeur diaphane, robe de mousseline rose, sourire aux lèvres [...] Et si les poupées pouvaient chanter, ce serait sans doute avec cette voix cristalline de soprano colorature »

— Yves Borowice, Les femmes de la chanson. Deux-cent portraits (1850-2010)

« Élyane Célis fut le rossignol du music-hall. »

— Henri Bourtayre

« La voix d'Élyane Célis s'est assouplie, libérée et est devenue un bijou de voix. »

— Didier Daix, Paris-Soir

## Discographie

### 78 tours
Élyane Célis a enregistré entre 1935 et 1952 pour les firmes Gramophone, Columbia et La Voix de son maître. Elle est généralement accompagnée par le chef d'orchestre Marcel Cariven.
1935
- Une valse… une femme (de la revue Parade du monde)
- Un soir d'amour tout près de vous (de la revue Parade du monde, avec Paul Derenne)
- Où chante le coucou (de la revue Parade du monde, avec Paul Derenne)
- Piroulirouli (de la revue Parade du monde)
- Un violon dans la nuit (de la revue Parade du monde)
- Espoir
- J'ai rêvé
- Ouvre-moi ton cœur
- Mirages (Chasing Shadows)
- Laisse-moi seule avec mon rêve
- Chanson tendre
- Ça sent la friture

1936
- Au soleil du Mexique (opérette de Maurice Yvain, en deux parties)
- Si tu le veux
- Sais-tu ?
- Mon cœur soupire (air de Chérubin de l'opéra Les Noces de Figaro)
- Berceuse (du film Berceuse à l'enfant)
- L'Énamourée
- J'ai mis mon cœur dans ces roses
- Une rose aux cheveux (The Rose in Her Hair, du film Le Gondolier de Broadway)
- Maria la O (avec les Lecuona Cuban Boys)
- Tendre Boléro (avec les Lecuona Cuban Boys)
- Sous le ciel persan
- Quand je croirai que tu m'aimes (All Alone and Broken-hearted)
- Nous serons heureux
- Chanson nouvelle
- Ciribirbin (du film Une nuit d'amour)
- C'est l'histoire d'amour (de l'opéra Manon Lescaut)
- Veux-tu ? (Would-you ? du film San Francisco)
- Vous dansez sur mon cœur

1937
- Le jardinier est amoureux
- Inch'Allah
- Reviens, piccina bella (Torna, piccina bella, du film L'Accident)
- Les Serments des amoureux

1938
- La Chanson des gouttes
- Beau soir de Vienne
- Nuits de Manakoora (du film Hurricane)
- Sympathie (du film L'Espionne de Castille)
- Un jour mon prince viendra (du film Blanche-Neige et les Sept Nains)
- Un sourire en chantant (du film Blanche-Neige et les Sept Nains)
- Rossignol berce-moi (du film Les Rois de la flotte)
- Rêve d'une heure
- Histoire de Blanche-Neige et les Sept Nains (en quatre parties)

1939
- Celui qui ne viendra jamais
- Sans toi
- Amants (Sweethearts, du film Amants (film, 1938))
- Vous n'êtes pas venu dimanche
- Tu ne m'as pas quittée
- Nuit de garde
- Souris-moi et dis-moi bonne chance
- Little Sir Echo
- Tu me dirais
- Si j'avais été Manon

1940
- La Boîte à musique
- J'ai fermé les yeux

1941
- L'Amour en maraude
- Le Temps des roses
- Comme une chanson
- Le Vol des hirondelles
- Aragonaise
- Tu m'apprendras

1942
- Quand tu reviendras
- Mon souvenir, c'est ma chanson
- L'Inconnu d'un soir
- Buenas noches señora
- Mélodie perdue

1943
- Être maman
- Mona
- Messire Chevalier
- Mon amoureux est un poète

1945
- Lorsque demain
- Baisse un peu l'abat-jour
- J'ai embrassé l'amour (aussi intitulé Colin-Maillard, deux prises commercialisées)
- Mon ange a rencontré votre ange
- Mon refrain vole
- Plus jolie
- Lonlaine

1946
- Je vous attends
- Violon, joue-moi ta mélodie

1947
- Carnaval viennois  (de l'opérette Un soir à Vienne)
- Chante Pierrot (de l'opérette Un soir à Vienne)
- La Rumba de mes rêves (de l'opérette Un soir à Vienne)
- C'est une petite chose (de l'opérette Un soir à Vienne)

1948
- Livre d'image
- Miroir aux alouettes (de l'opérette Miroir aux alouettes)

1951
- L'amour conduit le bal
- Mam'zelle Trotte-menu

1952
- La Baraque aux amours
- Si toi aussi tu m'abandonnes (du film Le train sifflera trois fois)

### Rééditions
- 1962 : Les Belles Années du music-hall, vol. 6 : Élyane Célis, La Voix de son maître (33 t.)
- 1965 : Les Belles Années du music-hall, n°35 : Élyane Célis, EMI / La Voix de son maître (33 t.)
- 1967 : Les Belles Années du music-hall, n°56 : Élyane Célis, EMI (33 t.)
- 1980 : Élyane Célis - Pathé (33 t.)
- 1995 : Élyane Célis - 1935-1939, Chansophone (CD)
- 1996 : Les Étoiles de la chanson : Élyane Célis, EMI (CD)
- 2000 : Élyane Célis chante, coll. « Du caf' conc' au music-hall », Columbia (CD)
- 2001 : Baisse un peu l'abat-jour, Marianne Mélodie (CD)
- 2003 : Le Rossignol du music-hall, coll. « Les Voix d'or », Marianne Mélodie (CD)
- 2009 : Le Rossignol du music-hall (vol. 2), coll. « Les Voix d'or », Marianne Mélodie (CD)

## Sources et bibliographie
- Ressources relatives à la musique :   - Discography of American Historical Recordings
  - Discogs
  - MusicBrainz
  - Muziekweb
- Ressource relative à l'audiovisuel :   - IMDb
- Notices d'autorité :   - VIAF
  - ISNI
  - BnF (données)
  - IdRef
  - LCCN
  - Belgique